# Souzy-la-Briche
 Souzy-la-Briche  es una población y comuna francesa, ubicada en la región de Isla de Francia, departamento de Essonne, en el distrito de Étampes y cantón de Étréchy.

## Demografía
| 157 | 202 | 236 | 303 | 361 | 432 |
| Para los censos de 1962 a 1999 la población legal corresponde a la población sin duplicidades (Fuente: INSEE [Consultar]) |     |     |     |     |     |